# مهرجان كان السينمائي 1965
مهرجان كان السينمائي لعام 1965 هو الدورة الـ18 للمهرجان عُقد في 3 إلى 16مايو من عام 1965، حصل فيلم "The Knack …and How to Get It" للمخرج الأمريكي ريتشارد ليستير على السعفة الذهبية للمهرجان.